# الأسرار العقلية في الكلمات النبوية
الأسرار العقلية في الكلمات النبوية هو كتاب مختصر في علم الكلام من تأليف الإمام تقي الدين أبو العز المقترح (ت. 612هـ)، أودع فيه صفوة ما جاء في المصادر المؤلفة في العقيدة الأشعرية قبله، وصاغها بأسلوب جمع فيه بين دقة المعنى وحسن العبارة، وتنوع بين الإيجاز والتطويل، والإجمال والتفصيل، اعتمد فيه كثيرا على آراء إمام الحرمين أبي المعالي الجويني، لكنه أظهر براعة في الاجتهاد، وشهد نقده لبعضها وتحرير جهة القوة والضعف فيها وفي غيرها، باستقلاله الفكري ودقة النظر لديه.

## هدف الكتاب وسبب تأليفه
الكتاب هو عبارة عن نص في العقيدة أراد منه مؤلفه: «الهداية إلى أقصى الغاية، مع تأنيس من ينفر على وجه يشتغل بها أهل الصلاح والطاعة إلى قيام الساعة». وتحقيقا لهذا القصد فقد بنى عقيدته على تحقيق ثبوت معنى الذكر الوارد من حديث الرسول صلى الله عليه وسلم، بالدليل، وكان منهجه في ذلك التدرج في إفهام المخاطب، مع مراعاة حاله ومرتبته في الفهم. فجاء المختصر عقيدة كاملة بأصولها وفروعها، ثم عقب ذلك بذكر خلاصة أدلة العقائد جملة لا تفصيلا.

## محتوى الكتاب
قسم المؤلف كتابه إلى ثلاثة فصول وخمسة أركان:
الفصل الأول: في معرفة معاني ألفاظ الذِّكر الوارد في الحديث وهو «سبحان الله» و«الله أكبر» و«الحمد لله» و«لا إله إلا الله» و«لا حول ولا قوة إلا بالله»، والثاني في وجه ترتيبها، والثالث في حكمها.
ثم ضمن تفصيل الوارد في هذه الفصول في أركانٍ خمسة:

### الركن الأول
الركن الأول في «سبحان الله»، وفيه ستة مطالب في: وجود الله تعالى، وأنه سبحانه الباري تعالى وتقدس لا يصح أن يكون حجما ولا جوهرا ولا جسما، وأنه تقدس عن مماثلة الحوادث ومشابهتها، واستحالة افتقار القدوس إلى محل يقوم به، وتعاليه سبحانه عن الأغراض الحاملة على الأفعال، وتعاليه عن كل صفة نقص وآفة.

### الركن الثاني
الركن الثاني في إثبات الأكبرية له تعالى، وفيه معنيان:
1. أحدهما: ما يستعار من كبر السن، وهو إشارة إلى دوام الوجود. وفيه يقول: «اعلم أنه لا يصح نسبة الزمان إليه من وجه ما؛ إذ وجوده واجب يستحيل عليه تقدم العدم، فنسبة الزمان إليه نسبة وهمية يتلفظ بها من هو واقف على المألوف المعتاد، والعقول تأباها، والأفهام السليمة تدرك انتفاءها عنه».[3] وليتم اعتقاد المعنى استدل المقترح على قِدَم الله تعالى وبقائه من طريقين؛ الأول هو أنه واجب الوجود بذاته، وكل واجب الوجود بذاته فلا يصح في العقل عدمه، فهو إذن لا يصح عدمه، ويلزم منه قدمه وبقاؤه. والثاني: هو أنه لو لم يكن قديما لكان حادثا، ولو كان حادثا لافتقر إلى محدث ويتسلسل.
2. والمعنى الثاني: هو كونه كبيرا بمعنى شرفه وعليائه. وقرره بقوله: «شرف الرب تعالى بثبوت الإلهية وعظم الربوبية».[4]

### الركن الثالث
الركن الثالث في «الحمدلة»: والمقصود من هذا الركن ينحصر في تسعة مطالب أثبت المطلوب في سائرها بطريقتين وهي: كونه تعالى قادرا، كونه مريدا، كونه تعالى عالما، كونه تعالى حيا، كونه تعالى متكلما، كونه تعالى سميعا بصيرا، ثم حقيقة هذه الصفات، وقِدَمِها، والمطلب الأخير من هذا الركن في الوجه واليدين والعينين.

### الركن الرابع
الركن الرابع في إثبات الوحدانية وفيه ثلاثة مقاصد:
1. الأول في وحدته في ذاته وعدم قبوله للقسمة.
2. الثاني عدم حلوله في ذات أو صفة.
3. الثالث في إبطال ثبوت ذات أخرى موصوفة بالإلهية على حسب ما وصف به الحق من صفات الكمال.

### الركن الخامس
الركن الخامس «لا حول ولا قوة إلا بالله العلي العظيم»، ويشتمل على أمرين: إثبات القدرة الحادثة، وامتناع وجود الحركة الحادثة بها.

### خاتمة الكتاب
وقد جعل المقترح لكتابه خاتمة ضمنها ثلاثة أطراف: الأول في جواز النبوة عقلا، والثاني في دليل صحة النبوة لمدعيها، والثالث في إثبات نبوة محمد صلى الله عليه وسلم، وتمام الكلام في هذا الطرف بفصلين: الأول في جواز النسخ عقلا، وإبطال نفي اختصاص امتناعه سمعا بشريعة المصطفى صلى الله عليه وسلم. والثاني في أنه يجب تصديق الرسول صلى الله عليه وسلم في كل ما أخبر به.
وبذلك يكون قد تمّ ما قصد إليه المقترح من العقيدة، وقد أضرب المقترح عن الكلام في الإمامة صفحا على خلاف ما جرت به العادة في تأليف العقائد؛ لأن هذا الباب -كما ذكرـ ليس من قواعد العقائد عنده.

## شروح الكتاب
شرحه تلميذُه الشيخ العلامة الأصولي النظار: أبي يحيى زكريا بن يحيى الشريف الإدريسي الحسني المغربي المالكي الأشعري (كان حياً سنة 629 هـ) في كتابه «أبكار الأفكار العلوية في شرح الأسرار العقلية في الكلمات النبوية».

## وصلات خارجية
- كتاب «الأسرار العقلية في الكلمات النبوية» لتقي الدين المقترح